# Ingo Witt (Theologe)
Ingo Witt ist ein deutscher evangelischer Theologe, Journalist und Redakteur des ZDF.
Witt ist seit 1985 für die Fernsehgottesdienste des ZDF redaktionell zuständig. Er berichtet für seinen Sender regelmäßig über die Deutschen Evangelischen Kirchentage und moderiert die Liveübertragungen des ZDF vom DEKT. Daneben produziert er selbst auch Reportagen zu spirituellen Themen.